# Тернберг
Тернберг (нем. Ternberg) — ярмарочная коммуна (нем. Marktgemeinde) в Австрии, в федеральной земле Верхняя Австрия. 
Входит в состав округа Штайр.  Население составляет 3307 человек (на 31 декабря 2005 года). Занимает площадь 62 км². Официальный код  —  41517.

## Политическая ситуация
Бургомистр коммуны — Алойс Бухбергер (АНП) по результатам выборов 2003 года.
Совет представителей коммуны (нем. Gemeinderat) состоит из 25 мест.
- АНП занимает 13 мест.
- СДПА занимает 9 мест.
- Партия BPT занимает 2 места.
- АПС занимает 1 место.